# البرلمان التونسي
البرلمان التونسي هو الذي يمثل السلطة التشريعية في تونس ، يتكون البرلمان التونسي من غرفتين وهما الآن مجلس نواب الشعب والمجلس الوطني للجهات والأقاليم، وسابقا من غرفتين هما مجلس النواب ومجلس المستشارين (1959-2011) ثم من غرفة واحدة فقط وهي مجلس نواب الشعب (2011-2022).

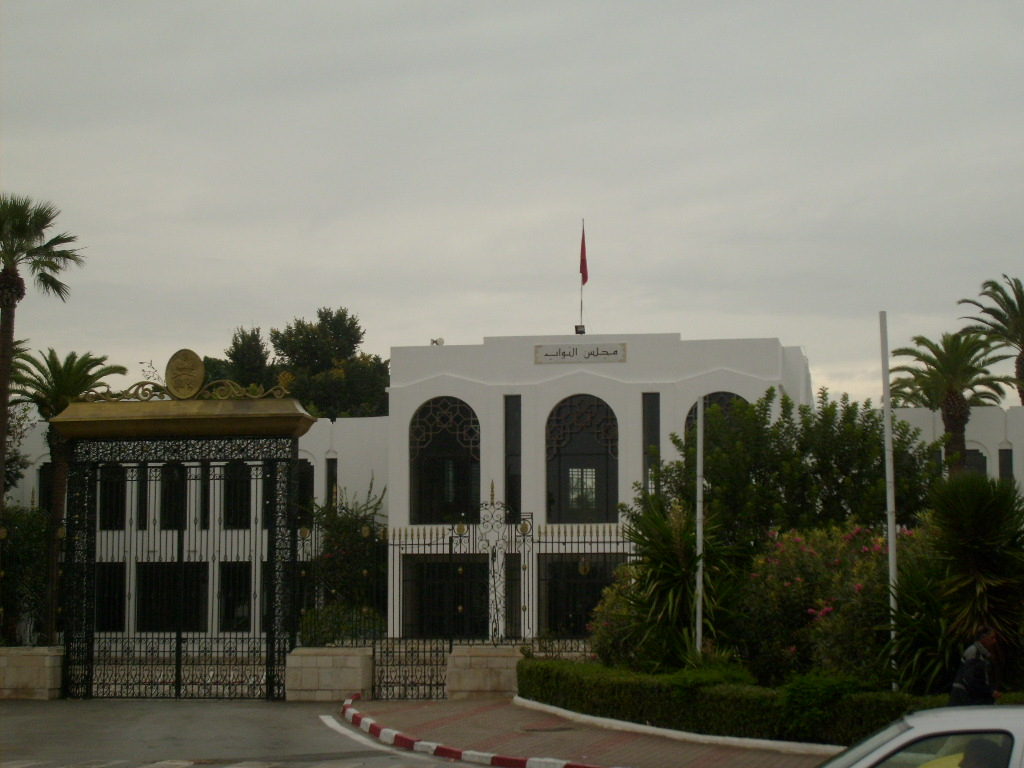
واجهة مقر مجلس نواب الشعب

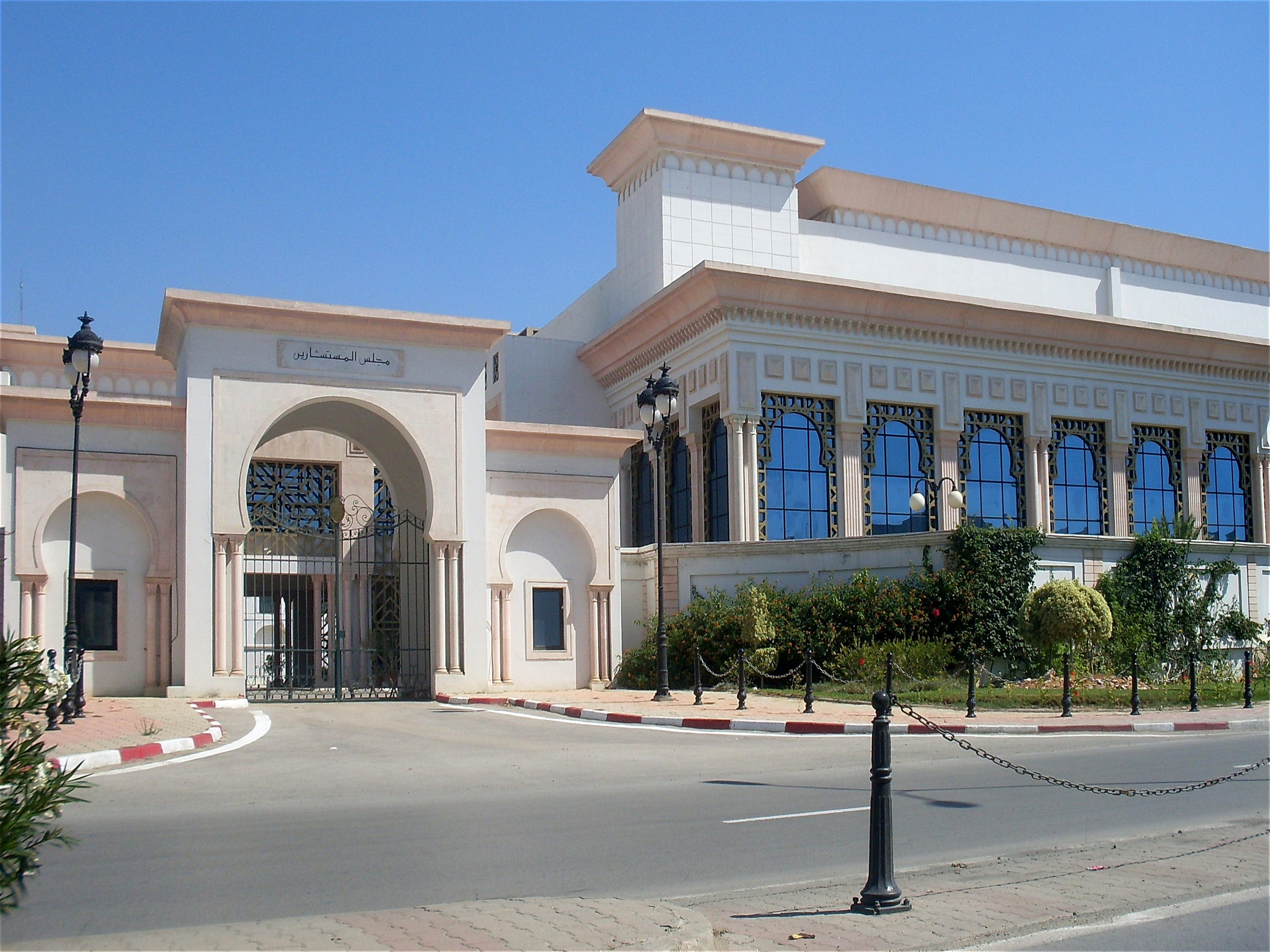
واجهة مقر المجلس الوطني للجهات و الأقاليم

## تاريخ البرلمان
يرجع إنشاء أول برلمان تونسي حديث إلى منتصف القرن التاسع عشر تاريخ إنشاء محمد الصادق باي للمجلس الأكبر الذي كان يضم 60 شخصية يعينهم الباي. إلا أن هذه المؤسسة لم تعمر طويلا إذ وقع حلها بعد ثورة علي بن غذاهم. عام 1864 أنشأت سلطات الحماية الندوة الاستشارية التي بقيت عضويتها مقتصرة على الفرنسيين حتى سنة 1907 تاريخ تسمية 16 عضوا تونسيا من قبل المقيم العام الفرنسي. لم تكن للندوة أي صبغة تشريعية وفي عام 1922 بعث مجلس أكبر يتكون أعضاءه من قسمين: قسم تونسي وقسم فرنسي. وقد كانت صلوحيات المجلس أساسا صلوحيات مالية تتعلق بمناقشة الميزانية. بعد الاستقلال أحدث المجلس القومي التأسيسي الذي أعلن النظام الجمهوري وقام بإصدار أول دستور للجمهورية التونسية. عام 1959 أحدث مجلس الأمة الذي بقي المجلس الوحيد للسلطة التشريعية إلى سنة 2002 تاريخ قرار بعث غرفة عليا بعد المصادقة عليها إثر استفتاء ماي 2002.
بعد الثورة التونسية تم حل مجلسي النواب والمستشارين، وعوضا مؤقتا لأشهر بالهيئة العليا لتحقيق أهداف الثورة والإصلاح السياسي والانتقال الديمقراطي ثم تم إجراء انتخابات في أكتوبر 2011 وتم تنصيب المجلس الوطني التأسيسي الذي قام بالمهام التشريعية لمدة 3 سنوات وأنجز الدستور الجديد للبلاد. وأخيرا سلم هذا المجلس العهدة رسميا لمجلس النواب الشعب في مدته النيابية الأولى عام 2014 ثم الثانية عام 2019.
وفي 25 يوليو 2021، عُلّقت إختصاصات البرلمان وجمدت عضوية جميع النواب ورفعت الحصانة عنهم لأول مرة في تاريخ تونس وهو ما يعرف بالأزمة السياسية التونسية. وفي 30 مارس 2022، أعلن رئيس الجمهورية قيس سعيد حل مجلس نواب الشعب لأول مرة في تاريخه.
وفي 25 يوليو 2022، ٱقرّ العمل بدستور جديد للبلاد والذي يعيد العمل بالنظام التشريعي الثنائي أي أن البرلمان مكون من غرفتين وهما مجلس نواب الشعب والمجلس الوطني للجهات والأقاليم.

## نصوص من دستور تونس الحالي 2022
- «يفوض الشعب، صاحب السيادة، الوظيفة التّشريعية لمجلس نيابي أول يسمى مجلس نواب الشعب ولمجلس نيابي ثان يسمى المجلس الوطني للجهات والأقاليم». (الفصل 56 من الدستور)
- «يتم انتخاب أعضاء مجلس نواب الشعب انتخابا عاما حرا مباشرا سريا لمدة خمس سنوات خلال الأشهر الثّلاثة الأخيرة من المدة النّيابية وفق ما يضبطه القانون الانتخابي». (الفصل 60 )
- يتكون المجلس الوطني للجهات والأقاليم من نواب منتخبين عن الجهات والأقاليم.

ينتخب أعضاء كلّ مجلس جهوي ثلاثة أعضاء من بينهم لتمثيل جهاتهم بالمجلس الوطني للجهات والأقاليم.
وينتخب الأعضاء المنتخبون في المجالس الجهوية في كلّ إقليم نائبا واحدا من بينهم يمثّل هذا الإقليم في المجلس الوطني للجهات
والأقاليم.» (الفصل 81)
- ينظّم القانون العلاقات بين مجلس نواب الشعب والمجلس الوطني للجهات والأقاليم (الفصل 86 ).